# Cotabato del Sur
Cotabato del Sur (cebuano: Habagatang Cotabato; tagalo: Timog Kotabato; inglés: South Cotabato) es una provincia en la región de Soccsksargen en Filipinas. Su capital es Koronadal.
El boxeador y cantante filipino Manny Pacquiao es de esta provincia, de la ciudad de General Santos.

## Idiomas
La gente de la provincia es multilingüe, con la habilidad de comunicar en cebuano, ilongo y tagalo. Además, las tribus hablan sus propios idiomas. El inglés y a veces el castellano se habla por los educados. Como en el resto del país, no es extraño que un grupo de locales que hablen sus propios idiomas todavía se puede comunicar perfectamente y sin problemas.
La etnia T'boli, también conocida como el Tiboli o Tagabili es un pueblo indígena que habita en los municipios de T'Boli, Surala, Kiamba y Polomolok.

## División administrativa

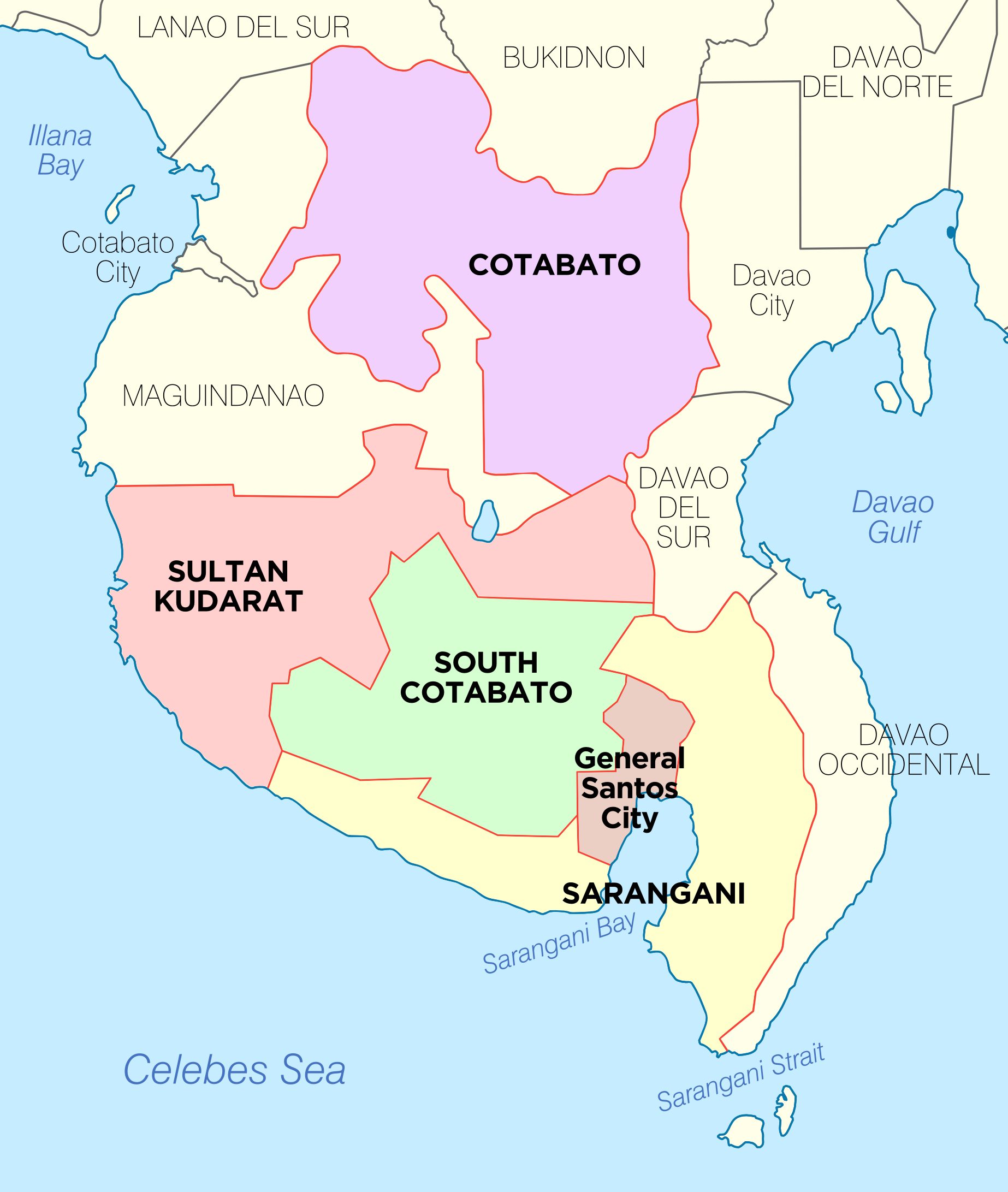
Región XII.

Políticamente la provincia de Cotabato del Sur, de primera categoría,  se divide en 2 ciudades, 10 municipios y 225 barrios.
Consta de 2 distritos para las elecciones al Congreso.
| Ciudad/Municipio                                  | N.º de Barangays | Población (2010) | Área (km²) | Código    |
| ------------------------------------------------- | ---------------- | ---------------- | ---------- | --------- |
| Banga                                             | 22               | 76.343           | 240,35     | 126302000 |
| General Santos (Dadiañgas ciudad de Rajah Buayan) | 26               | 538.086          | 492,86     | 126303000 |
| Koronadal (Marbel)                                | 27               | 158.273          | 277,00     | 126306000 |
| Norala                                            | 14               | 158.273          | 277,00     | 126311000 |
| Polomolok                                         | 23               | 138.273          | 339,97     | 126312000 |
| Surala (Surallah)                                 | 17               | 76.035           | 540,30     | 126313000 |
| Tampacán                                          | 14               | 36.254           | 390,00     | 126314000 |
| Tantangán                                         | 13               | 40.461           | 113,10     | 126315000 |
| T'Boli                                            | 25               | 79.175           | 895,83     | 126316000 |
| Tupi                                              | 15               | 61.843           | 228,00     | 126317000 |
| Santo Niño                                        | 10               | 39.738           | 86,20      | 126318000 |
| Lago de Sebú                                      | 19               | 44.635           | 123,20     | 126319000 |

## Historia
Este territorio fue parte del Imperio español en Asia y Oceanía (1520-1898).

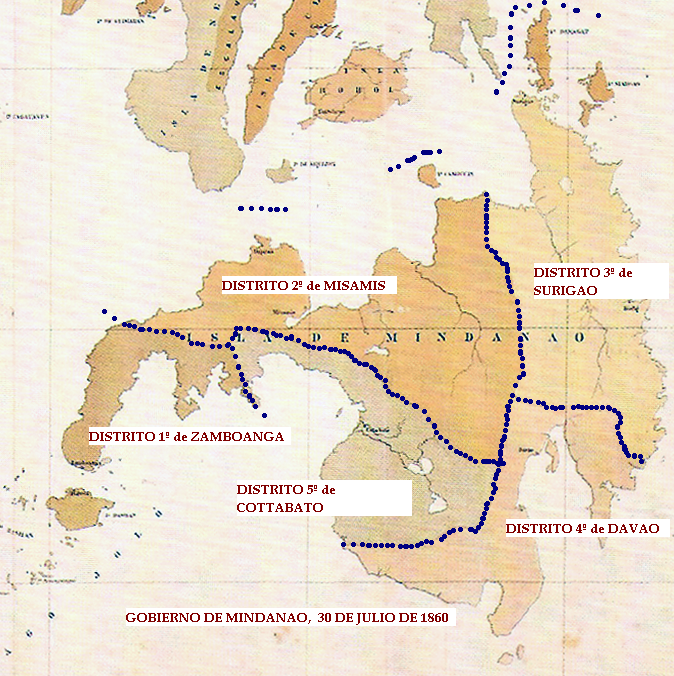
Gobierno de Mindanao: Los 5 Distritos creados por Real Decreto de 30 de julio de 1860.

El Distrito 4º de Dávao, llamado antes Nueva Guipúzcoa, cuya capital era el pueblo de Dávao e incluía la  Comandancia de Mati,   formaba  parte del Imperio español en Asia y Oceanía (1520-1898).

### Ocupación estadounidense
Después de la Guerra filipino-estadounidense, los estadounidenses establecieron un gobierno directo, de modo que el 1 de junio de 1903 el gobernador William Howard Taft firma el Acta Número 787 mediante la cual se crea la provincia del Moro formada por los distritos de  Cotabato, Dávao, Lanao, Sulu y Zamboanga.
En septiembre de 1914, al crearse el Departamento Cotabato se convierte en una de sus siete provincias.

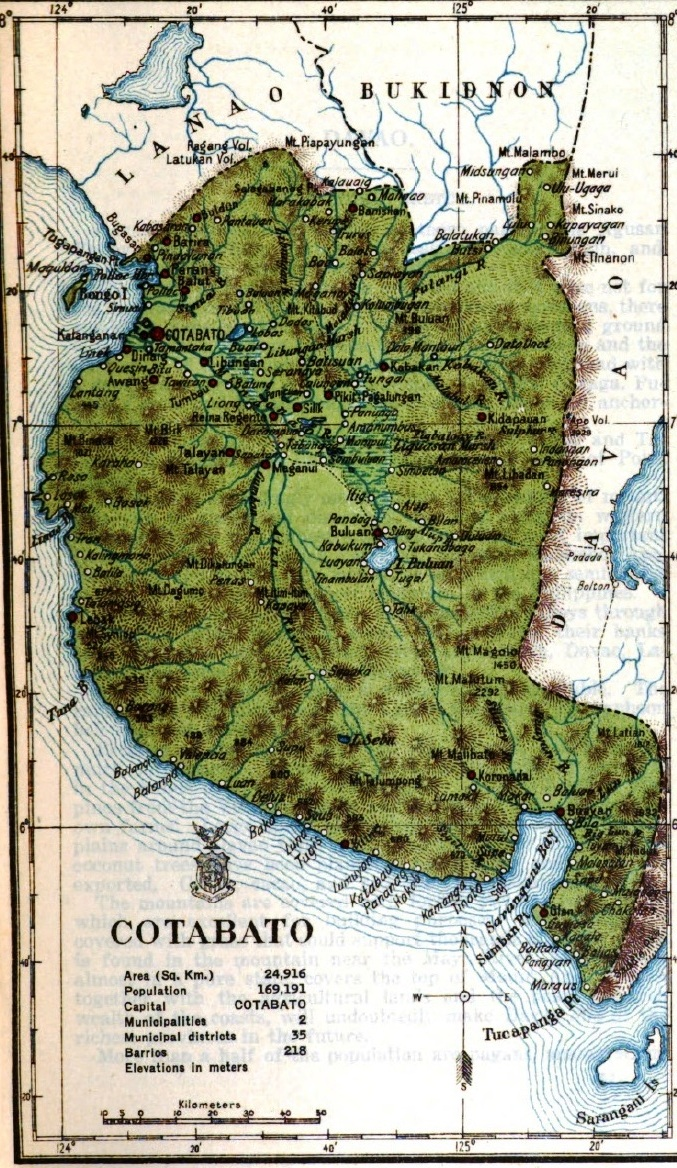
La provincia de Cotabato antes de su partición.

Datu Alí de Kudarangán  se negó a cumplir con la legislación contra la esclavitud, rebelándose contra los estadounidenses. En octubre de 1905, Alí y sus hombres fueron asesinados.
El 1 de septiembre de 1914 el gobernador Francis Burton Harrison  firma el Acta Número 2408 mediante la cual se crea un organismo colonial estadounidense llamado Departamento de Mindanao y Joló (Organic Act for the Department of Mindanao and Sulu), que abarcó toda la isla Mindanao, excepto Lanao, prolongando su existencia hasta 1920.
A principios de 1936, el último presidente de la Mancomunidad  Filipina, Manuel L. Quezon, prevé el desarrollo de Koronadal y del Valle de Alá que en ese momento comprende la totalidad de la provincia de Cotabato.
Para conseguir este propósito de reasentamiento crea la Administración Nacional de Colonización (NLSA) gerenciada por el general  Paulino Santos.

### Guerra Fría
El 10 de marzo de 1953 22 barrios (Norala, López Jaena, San Miguel, Esperanza, Guinsang-án, San Vicente, Lapuz, San José t, Panay, M. Roxas, Katipunán, San Isidro, Santo Niño, Colambog, Calaguag, Sampao, Cudanding,  Simsimán, Dansulí,  Dumaguil y Puti) hasta ahora pertenecientes al municipio de Dulaguán (Dulawan) forman el nuevo municipio de Norala.
El 21 de agosto de 1957 los barrios de Polomolok, Polomolok Creek,	Atbilang, Sulit, Buanan, Matinao, Palkan, Rubber, ,  Creek, 	Lam-blaan, Maligo, Bago-ingod, Sinalang-Masla, Polo, Talambong, Kalong-Sebu, Klinan Alto, Glamang, Lumakil, Klinan No.6, Salol,	Landan, Silway n.º 7, Lam-Chief, Mala, Silway n.º 8 y 	Actualang, hasta entonces pertenecientes al municipio de General Santos, así como los de Buntong, Pagalugan, Bantal y Koronada, hasta entonces pertenecientes al municipio de Tupi, forman el nuevo municipio de Polomolok, cuyo ayuntamiento se sitúa en el barrio del mismo nombre.
El 18 de julio de 1961 los barrios de Centrallah, Sinolon, Nuevo Dumangas, Veteranos, Lago de Sebú, Lambongtong, Soluton, Lamian, Lamla-at and Lahit, incluyendo los sitios de Ladiana (West Base Camp), Colongolo, Tubi-Ala, Bayabas, Head Sapali, Taboltol, Nawan, Lacag, Kolon Bong, Laconon, Salacape, Bogaad, North Seguil, Tabanlid, Lambod, Bacnob, Lamcade, San José, Dalag, Talihik, Bac-alo, Datu Ligal, Datu Ba-oy, Lamlosok, Bolong, Tabawao, Tanon, Camoning, Head Ala, Lambilan, Maculan, Lamsogod, Buenavista, Canajay, Lamloko, San Francisco, Pequeño Baguio, Lambosong, Tamsolon, Tacamsad, Lamhinik, Tucubo, Sla-Abon, Datal Kling, Head Sipaca, Lawa, South Kiantay, Siop, Moto Bantong, Moloy, Crossing Cabayo, Ila-elis, Datu Glam, Datu Godwino, Datu Ouel y Sala Banog, hasta entonces pertenecientes al municipio de Bañga, forman el nuevo municipio de Surala (Surallah) cuyo ayuntamiento queda establecido en el barrio de Centrallah.

### Creación de esta provincia
El 18 de julio de 1966 el presidente Ferdinand E. Marcos suscribe la ley Republic Act n.º 4849 por la que los municipios de Norala, Surala, Banga, Tantangán, Koronadal, Tupi, Polomolok, Kiamba, Maitum, Maasim, Tampacán y Glan, así como la ciudad del Rajah Buayan, hoy General Santos, quedan segregadas de la provincia de Cotabato para formar una nueva denominada provincia de Cotabato del Sur siendo su capital el municipio de  Koronadal. La actual provincia de Cotabato menos el territorio que comprende los municipios antes mencionados continuará a ser conocido como Cotabato.
El 21 de junio de  1969 los barrios de Tampakan, Maltana, Kipaldig y Libertad, así como los sitios of Boto, Lambayong, Kolondatal, Tablo, Libertad II y Miasong, hasta entonces pertenecientes al municipio de Tupi, pasan a formar el nuevo municipio de Tampacán cuyo ayuntamiento se sitúa en el barrio del mismo nombre.
El 23 de diciembre de  1980 los barrios de Santo Niño, Guinsangán, San Vicente, Panay, Manuel Roxas, Katipunán y San Isidro, hasta entonces del municipio de Norala, así como los barrios de Ambalgán y Teresita, hasta entonces del municipio de Banga forman el nuevo municipio de Santo Niño cuyo ayuntamiento se sitúa en el barrio del mismo nombre.
El 11 de noviembre de 1982 los barrios de Lago de Sebú (Lake Sebu), Bulong, Talisay, Lake Lahit, Luhib, Hanoon, Maculan, Halilan, Lam Dalag, Lam Lahak, Te Kumil, Datal Lawa, Tafal, y los sitios de Anko, Tansa, Ned, Kalaong, la Reserva de Tasaday Manobo Blit (amparada en la Presidential Proclamation n.º 995) hasta ahora pertenecientes a los municipios de T’Boli y de Surallah, pasan a formar el nuevo municipio de Lago de Sebú.

### Separación de Sarangani
El 16 de marzo de 1992 el presidente Corazón C. Aquino suscribe la ley Republic Act n.º 7228 por la que los municipios de Alabel, Glan, Maasim, Maitum, Malapatan, Malungon y Kiamba, quedan segregadas de la  provincia de Cotabato del Sur para formar una nueva denominada Sarangani siendo su capital el municipio de  Alabel.